# Frits Wiersma
Frits Wiersma (né le 27 août 1894 à Nieuwer-Amstel et mort le 13 janvier 1984 à Purmerend) est un ancien coureur cycliste néerlandais, spécialiste du demi-fond. Il fut coureur cycliste professionnel de 1913 à 1929, puis entraineur de 1936 à 1968.

## Biographie
Il a été trois fois champion des Pays-Bas sur route, en 1913, 1919 et 1920. En 1912, il a également été le premier à franchir la ligne d'arrivée, mais il a été disqualifié et la victoire est revenue à l'amateur Cees Erkelens. En 1916, il a terminé deuxième du championnat des Pays-Bas sur route.
En 1919, il se classe quatrième du Tour des Flandres
Pionnier dans la conduite de la moto, Frits Wiersma a participé à deux championnats du monde de demi-fond. En 1951, il a conduit le professionnel néerlandais Jan Pronk dans le championnat du monde et, en 1959, l'amateur néerlandais Arie van Houwelingen.

## Palmarès en tant que coureur cycliste
- 1913
  -  Champion des Pays-Bas sur route
- 1916
  - 2e du championnat des Pays-Bas sur route
- 1919
  -  Champion des Pays-Bas sur route
  - 4e du Tour des Flandres
- 1920
  -  Champion des Pays-Bas sur route